# Референдум в Словакии (2010)
Референдум по политическим реформам в Словакии был проведён 18 сентября 2010 года, после одобрения петиции классической либеральной партии Свобода и Солидарность (СиС), третьей по количеству представителей партии в Парламенте Словакии. Из 401,126 собранных подписей действительными было найдено 386,000.
Референдум не смог пройти необходимый минимальный порог присутствия населения — который, согласно Конституции Словакии, составляет 50 % от количества электората — набрав только 22,8 %. Подавляющее большинство принимавших участие в референдуме голосовало в пользу всех шести предложений, поддержав, примерно 70 % — 90 % от каждого предложения референдума.

## Референдум
В ходе референдума людям было задано шесть вопросов, которые были выдвинуты СиС ещё в 2009 году в ходе их подготовке к "Референдуму 2009":
- отменить телевизионную лицензию
- ограничить депутатскую неприкосновенность
- снизить число членов парламента со 150 до 100 к 2014 году
- установить максимальную стоимость лимузинов, использующихся в правительстве, в €40,000
- ввести электронное голосование через интернет
- изменить Кодекс Прессы, убрав автоматическое право политиков на ответ.

Последние четыре требования уже были включены в новое соглашение коалиции правительства, сформированного после парламентских выборов 2010 и включавшее в себя СиС.

## Выборы
Референдум не был признан состоявшимся по причине низкой явки избирателей. Необходимый порог в 50 % является обязательным для того, чтобы референдум считался состоявшимся. Единственный референдум, признанный состоявшимся, прошёл в 2003 году и был посвящён возможному вступлению в Евросоюз (явка составила 51,5%).